# 馬鋼集團
馬鋼（集团）控股有限公司，簡稱馬鋼集團、馬鋼集團控股。是中华人民共和国安徽省的一家国营钢铁企业，總部位於安徽省馬鞍山市。按營業額計算，它是中國大陸第七大鋼鐵企業。

## 历史
它的前身是1953年成立的馬鞍山鐵礦廠。1958年，馬鞍山鋼鐵公司成立。1993年，馬鋼通過股份制改制，重組分成馬鞍山馬鋼總公司和其子公司馬鞍山鋼鐵股份有限公司。1993年11月至1994年1月，馬鞍山鋼鐵股份有限公司的股票分別在香港交易所和上海證券交易所上市。1998年，馬鋼總公司改制為馬鋼(集團)控股有限公司。
2019年6月，安徽省國資委將馬鋼集團51％股權無償劃轉至中國寶武。本次劃轉完成後，安徽省國資委持有馬鋼集團股權的比例將由100％降至49％，中國寶武將通過馬鋼集團間接控制馬鋼股份45.54％的股份，並實現對馬鋼股份的控制，馬鋼股份實際控制人將由安徽省國資委變更為國務院國資委。公司直接控股股東保持不變，仍為馬鋼集團。。

## 馬鋼股份
馬鞍山鋼鐵股份有限公司，簡稱馬鋼或馬鋼股份，是一家在香港交易所 (港交所：0323)和上海证券交易所(上交所：600808)上市的钢铁工业公司。按營業額計算，它是中國大陸第七大鋼鐵企業。公司從事生產及銷售鋼鐵產品，以及其他產品如焦炭、生鐵及煤焦化土產品等。總部在安徽省馬鞍山市。

## 連結
- 官方网站